# Mogulones larvatus
Mogulones larvatus é uma espécie de insetos coleópteros polífagos pertencente à família Curculionidae.
A autoridade científica da espécie é Schultze, tendo sido descrita no ano de 1897.
Trata-se de uma espécie presente no território português.